# Redmond (Washington)
Redmond je město ve Washingtonu, státu USA na západním pobřeží. V roce 2003 čítala populace města 46 000 obyvatel. Redmond je dobře znám kvůli tomu, že v něm sídlí Microsoft a americké Nintendo. Ve městě je mnoho parků.

## Historie
Původní obyvatelé Ameriky založili Redmond před 3000 lety a první bílí osadníci kolem roku 1870. Protože se v okolních říčkách vyskytovalo mnoho lososů (anglicky salmon), bylo město nazváno Salmonberg. V roce 1881 byla ve městě zřízena pošta a jméno změněno na Melrose. Poté, co se stal ředitelem pošty McRedmond, v roce 1881, bylo město přejmenováno na Redmond a tento nový název se už nezměnil.
Mnoho lesů a ryb v okolí poskytlo práci dřevorubcům a rybářům, takže se populace města zvýšila. Město začalo být zajímavým pro obchodníky. V roce 1912 Redmond dosáhl populace 300 lidí. Redmond čelil Velké hospodářské krizi ve 20. letech 20. století. Salóny se musely zavírat a město tak nemělo dost daní. Lesy již byly téměř vykáceny. Odlesněná země se však dala využít jako zemědělská půda.
Do roku 1967 se město rozrostlo do trojnásobné velikosti. Redmond byl prohlášen nejrychleji rostoucím městem v USA. Sídlo si v něm zřídilo mnoho firem.

## Umístění
Redmond je ohraničen Kirklandem ze západu, Bellevue z jihozápadu a Sammamish z jihovýchodu. Město je postaveno na severním okraji jezera Sammamish a městem protéká řeka Sammamish.
Město se rozkládá na území 42,9 km², z toho 1,7 km² tvoří vodní plochy.